# کاوندیش، سافک
کاوندیش (به انگلیسی: Cavendish) یک روستا و محله مدنی در بریتانیا است که در St Edmundsbury واقع شده‌است. کاوندیش ۱٬۰۲۶ نفر جمعیت دارد.